# Georg-Fahrbach-Weg

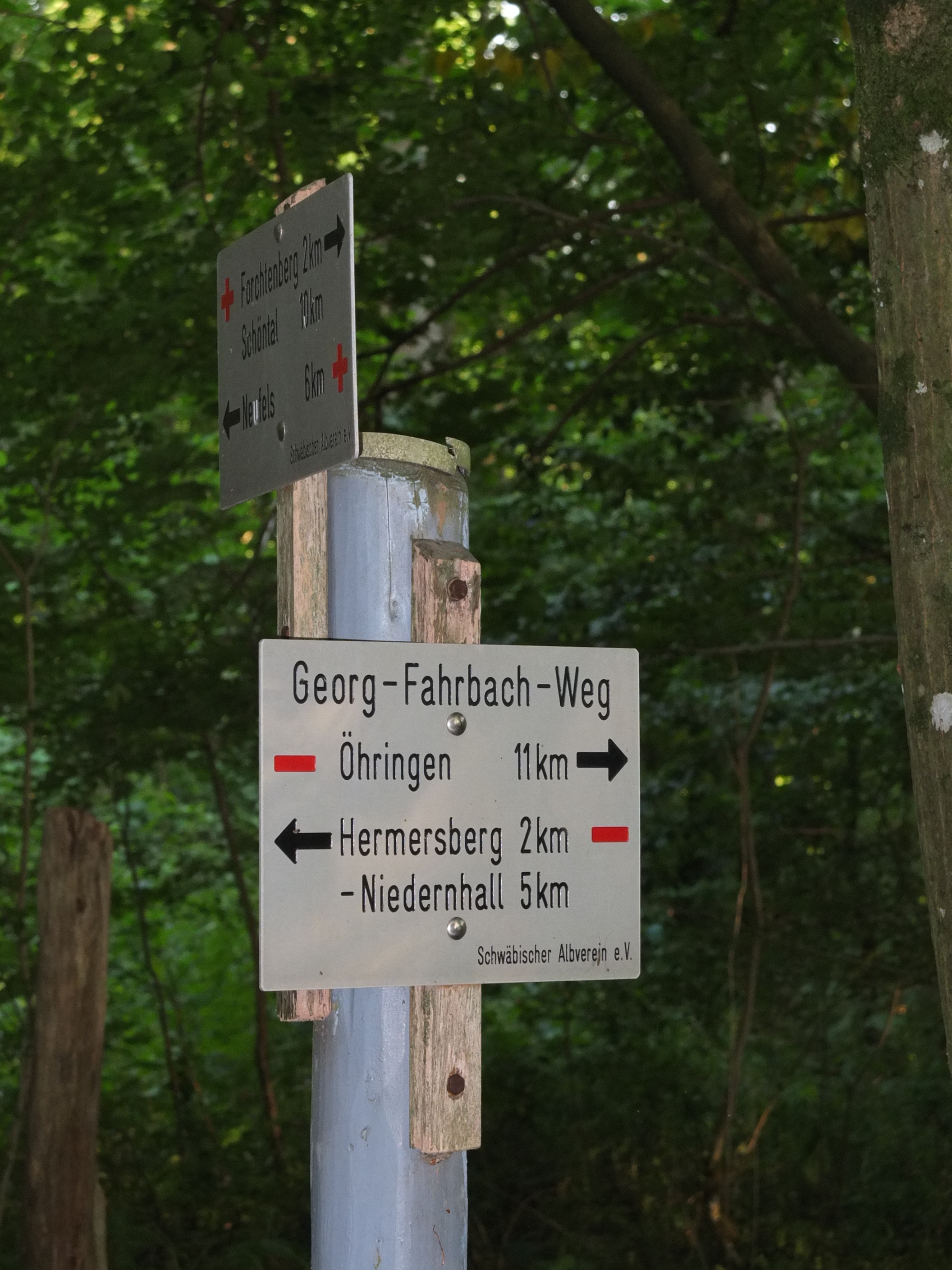
Wegweiser im Kupfertal

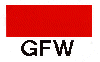
Wegmarkierung

Der Georg-Fahrbach-Weg ist ein Weitwanderweg des Schwäbischen Albvereins, der am 9. April 1978 eingeweiht wurde, zu Ehren des langjährigen (1939 bis 1973) Vorsitzenden des Schwäbischen Albvereins Georg Fahrbach (1903–1976).
Der etwa 123 Kilometer lange Georg-Fahrbach-Weg führt in Anlehnung an dessen Lebensweg vom Geburtsort Criesbach im Hohenlohischen über Sattelhof, Niedernhall, Hermersberg, Kupfertal, Wohlmuthausen, Salltal, Haberhof, Weinsbach, Öhringen, Hoffeld, Buchhorn, Geddelsbach, Oberheimbach, Steinknickle, Hasenhof, Wüstenrot, Spiegelberg-Gieshof, Juxkopf, Jux, Bucheiche, Wilhelmsheim, Roßstall, Sulzbach an der Murr, Ittenberg, Eschelhof, Trailhof, Hörschhofer Sägmühle, Hörschhof, Gallenhof, Waldenweiler, Althütte, Lutzenberg, Kallenberg, Königsbronnhof, Stöckenhof, Bürg, Birkmannsweiler, Großer Roßberg, Buoch, Kreuzeiche, Kleinheppach, Endersbach, Seemühle, Stetten im Remstal und Rotenberg bis nach Stuttgart-Uhlbach.
Durchgängige Markierung ist nach dem Schema der Hauptwanderwege des Schwäbischen Albvereins ein roter Querbalken auf weißem Hintergrund, mit dem Text „GFW“ in schwarzer Farbe unterhalb des Balkens.